# Eros humeralis
Eros humeralis es una especie de escarabajo perteneciente al género Eros y a la familia Lycidae. Fue descrito por primera vez por Philipp Conrad Fabricius en 1801.
La especie se encuentra distribuido en Canadá y Alaska.